# Lindeteves-Jacoberg

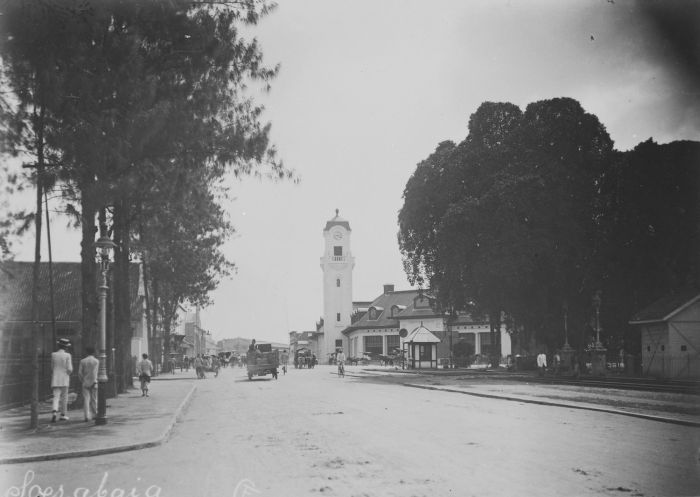
Straatgezicht met het kantoor van Lindeteves-Stokvis in Soerabaja (ca. 1910-1930).

Lindeteves-Jacoberg was een in Singapore gevestigd handelshuis dat onder diverse namen bestaan heeft.
Het bedrijf vindt zijn ontstaan in het toenmalige Nederlandsch-Indië. Daar bestond reeds in de jaren 60 van de 19e eeuw een importhandelsfirma in algemene goederen waaronder ijzerwaren en landbouwbenodigdheden. In 1878 vormden Johannes Albertus van der Linde en Jan Cornelis Teves hieruit de firma Van der Linde en Teves. In 1880 overleed Van der Linde en werd de firma een Commanditaire Vennootschap. In 1889 volgde de omzetting in een NV met zetel te Semarang (stad) die zich meer oriënteerde als technische handelsorganisatie. Deze breidde in de eerstvolgende twintig jaar een net van agentschappen en kantoren over de hele Indische archipel: Soerabaja (1896), Djokja (1906), Batavia en Tegal (1911) Medan en Makassar en Bandoeng (1915).

## Inkoopkantoor
In 1903 werd een inkoopafdeling in Amsterdam opgericht. Eerst gehuisvest in gebouw Zuid-Holland aan de Keizersgracht (Amsterdam), van 1908 tot 1914 aan de Stadhouderskade (Amsterdam) en vervolgens in een eigen gebouw aan het J.W. Brouwersplein. Dat fungeerde als centraal inkoopkantoor, in plaats van de eerdere drie inkoopagenten te Nederland, Engeland en de VS. Het maatschappelijk kapitaal (uitsluitend Nederlands kapitaal) werd geregeld uitgebreid, van 1,5 miljoen gulden in 1901 tot 2,5 miljoen in 1910. Die kapitaalsuitbreiding stond in verband met de overname van de Nederlandsch-Indische tak van R.S. Stokvis. De naam werd toen Ned. Indische Mij. tot voortzetting der zaken Van der Linde & Teves en R.S. Stokvis & Zonen Ltd. In 1916 werden kantoren geopend in New York, Japan, Zuid-Amerika (Buenos Aires (stad) en Shanghai, in 1919 volgde een kantoor in Londen.
In de jaren twintig en dertig werd het inlandse kantorennet nog verder uitgebreid tot een totaal van 18. Naast de 8 eerder genoemde: Tjirebon, Sukabumi, Djember, Malang, Pematang, Palembang, Padang Panjang, Menado, Banjarmasin en Pontianak (stad). Verder verwierf de NV (meerderheids)deelnames in: 
- NV Constructiewerkplaatsen De Vries Robbé-Lindeteves, Semarang (stad)
- Lindeteves-Pieter Schoen & Zn (verffabriek), Jakarta
- NV Smalspoorwerkplaatsen Ducroobrauns-Lindeteves, Surabaya (Oost-Java), Bandung en Tandjong Priok
- NV Nivat (vatenfabriek), Tandjong Priok

## Heroriëntatie
De Indonesische onafhankelijkheid leidde tot een noodzakelijke herorientatie. Zo werd in 1949 het hoofdkantoor verplaatst naar Amsterdam. Men zocht naar nieuwe afzetgebieden in andere (sub/tropische) werelddelen. De in Den Haag gevestigde technische handelsonderneming Jacobson van den Berg & Co. (afgekort tot Jacoberg) maakte een soortgelijke ontwikkeling door. Per 1959 bundelden beide bedrijven hun krachten onder de naam Lindeteves Jacoberg.
In 1975 nam THV-international, een dochter van de Overzeese Gas- en Elektriciteitsmaatschappij N.V. Lindeteves-Jacoberg over. In 1978 had Ogem een sterfhuisconstructie bedacht, waarvan Lindeteves-Jacoberg het slachtoffer werd. Het werd geliquideerd.
Onderdelen ervan waren nog tot begin 21e eeuw actief. Een bedrijf van die naam zetelde in Singapore en handelde onder meer in elektromotoren.